# Digitalt tv
Digitalt tv, digital television og digitalt fjernsyn (dtv) er fællesbetegnelser for tv formidlet via digital information. Informationen kan f.eks. formidles via:
- DTT – jordbaseret eller tv-sendemaste baseret digital-tv (terrestrisk, terra = jord). Betegnelserne DTT eller DTTV dækker over Digitalt Terrestrisk Tv.
- satellit-tv
- kabel-tv
- IP herunder...
  - internet-tv – via internettet
  - web-tv – via World wide web (del af internettet)
  - IPTV – via bredbåndsforbindelse – ADSL eller optiske fibre

Mange lande er i dag gået over til at formidle tv-kanaler via digitalt tv – f.eks. Danmark, Luxembourg, Holland, Finland, Andorra, Sverige, Schweiz, USA og Tyskland. I nogle af landene sendes det analoge tv-signal stadig i en overgangsperiode.
For at modtage digitalt tv skal man have en digital modtager, som kan være indbygget i:
- En separat dtv-modtager, en digital tv-modtagerboks.
- Et fjernsynsapparat
- En DVR (=PVR, inkl. DVD-optager og harddisk-optager), en personlig video recorder (digital harddisk optager til privat brug).
- En PC eller en decideret HTPC (Home theater PC), medie-pc. (Tilslutningen til computere kan også være perifer via USB)

Med det analoge tv-system er det sådan at én kommunikationskanal (f.eks. UHF kanal 31) kun kan formidle én analog tv-kanal. Med digitalt tv kan én kommunikationskanal formidle flere digitale tv-kanaler. Grunden er at man benytter datakomprimering, der gør at en enkelt digital tv-kanal båndbreddemæssigt fylder mindre. Når kommunikationskanalen anvendes til at samsende flere tv-kanaler, kaldes det en multiplex-kommunikationskanal eller kort mux eller MUX. Betjeningen af en dtv-tuner er lige så let som en analog tuner, når tuneren først er indstillet.
En eller flere tv-kanaler i en multiplex-kommunikationskanal kan være kodet på en sådan måde, at der kræves en speciel dtv-tuner med typisk viaccess- eller conax-kort-læser. Kodningen kan benyttes til at kræve særbetaling eller sørge for at kun de rette personer kan se kanalen.

## Transmissions-standarder for digitalt tv i Europa
Almindeligt digitalt tv udsendes efter forskellige standarder afhængigt af det transmissionsmedie, der anvendes. I modsætning til analogt tv, hvor signalerne fra kabel-tv og fra en tv-antenne er identiske, så skal digitale modtagere være bygget til den type signal, som de skal modtage.
Der kan normalt ikke omsættes mellem signaltyperne uden betydelige omkostninger. Mange antenneforeninger overvejer dog alligevel at anskaffe udstyr, der kan det.
Omsætning fra DVB-T/T2 eller DVB-S/S2 til DVB-C/C2 er teknisk set langt det letteste i stor skala.

### De forskellige DVB-signaler
Ud over omkostningerne og de tekniske problemer skal rettighedshaverne normalt også give deres tilladelse til konvertering af signalet. En sådan tilladelse er ikke altid let af opnå.
- DVB-T bliver sendt via tv-mast – I Danmark gælder det MUX 1 til 5, ind til April 2012. Derefter MUX 1 til 4
- DVB-T2 bliver sendt via tv-mast – I Danmark blev standarden taget i brug til MUX 5 den 2. April 2012.
- Måske på vej: DVB-T2-Lite bliver sendt via tv-mast – I Danmark bliver standarden anvendt til testsendinger fra ca. 2011-2012. Indholdet kan være blandet radio og fjernsyn til mobile enheder.
- DVB-C bliver sendt via kabel-tv – Den dominerende standard i kabel-tv net inden for DVB området.
- DVB-C2 bliver sendt via kabel-tv – Bruges anno 2011 kun i særdeles begrænset omfang, i forbindelse med proprietære STB's, bl.a. i enkelte sydtyske kabel-tv anlæg med problematiseret båndbreddekapacitet. Ibrugtagning afhænger af kabeloperatørerne (i Danmark Stofa, ComX, YouSee m.fl.), som aktuelt (2011) ikke har angivet planer om fremtidig ibrugtagning.
- DVB-S bliver sendt via satellit – Er stadig den mest benyttede transmission i forbindelse med MPEG2 encodede SD kanaler, af hensyn til aldrende udstyr hos folk der endnu ikke er migrerede til HDTV
- DVB-S2 bliver sendt via satellit – Defacto standarden for MPEG4 komprimeret SD og HDTV transmissioner via satellit.

Der er typisk bagudkompatibilitet, således, at en modtager der f.eks. kan modtage DVB-S2 også kan modtage DVB-S-udsendelser, mens det omvendte ikke er muligt. Ligeledes vil de kommende DVB-T2- og DVB-C2-modtagere kunne modtage de nuværende DVB-T- og DVB-C-signaler, mens de nuværende DVB-T- og DVB-C-modtagere ikke vil kunne modtage de nye DVB-T2- og DVB-C2-signaler.
Mens der er uhyre meget 'kanal-kapacitet' i kabelanlæg og fra satellitter, er der kun plads til et til sammenligning meget begrænset antal kanaler fra tv-master.
Samtidig udsendelse efter både den ny og den gamle standard fra en tv-mast vil således beslaglægge så stor en kapacitet, at det i praksis må fravælges.
Bemærk, at DVB-standarderne ovenfor oprindeligt er bygget for at kunne sende tv, men at standarden egentlig kun omhandler kodning af en eller flere digitale bit-strømme ind i et VHF-, UHF- eller Ku-bånd-radiosignal og sende dette digitale signal til mange modtagere. Ud fra radiosignalet kan modtageren så gendanne bit-strømmen fejlfrit.
Hvad bit-strømmen indeholder eller kan bruges til – tv/radio/video/lyd/undertekster/tekst-tv/podcast mv. – er helt uden for DVB-x/x2-standarderne (se nedenfor om MPEG-2 og MPEG-4).
Ofte er DVB-x/x2-modtageren og MPEG-2/4-dekoderen indbygget i samme boks, men en USB DVB-T-tuner til en pc er for eksempel en ren DVB-T-modtager uden dekoder. Al billed- og lydbehandling overlades til pc'en og evt. dennes grafik- og lydkort.
Udviklingsplanerne for den kommende DVB-C2-standard for transmission via kabel er pr. 18. februar 2008 blevet udsendt af dvb.org. Alle der mener at kunne bidrage med teknologi til DVB-C2 skal inden 16 juni 2008 indsende forslag til den tekniske arbejdsgruppe omkring DVB-C2. Derefter vil forslagene blive undersøgt, simuleret og hvis udvalgt indskrevet i standardforslaget. Dette forventes at pågå indtil 31. december 2008, hvorfor standardforslaget kan forventes tidligt i 2009.
Der går typisk yderligere mindst 12-18 måneder før udstyr kan leveres til forbrugerne; men om det går så hurtigt afhænger helt af kabelleverandøren – i Danmark ComX, YouSee, Stofa m.fl.

### RF-modulering
En Radio Frequency modulator forvandler digitale signaler til analoge igen (til en meget lavt pris). På denne måde kan et mindre antal fjernsynskanaler fra forskellige kilder (indkl. analog kabel-TV) samles "i ét system". Et eksempel på brug af en s.k. RF-modulator er, hvis en husstand med antenne ikke vil skifte sit meget gamle TV ud, til trods for at fjernsynet mangler SCART (og HDMI). Då kan man bruge en simpel RF-modulator mellem boks (via SCART, det virker ikke med HDMI) og TV. Antennekablet kobles på almindelig måde til en digitalboks, som må have en SCART-udgang. Fra digitalboksens kobles et SCART-kabel til RF-modulatoren, og fra RF-modulatoren igen et almindeligt antennekabel (coaxialkabel) til fjernsynet. Denne metode kan også bruges for at videreføre TV-signalet til flere end én TV – efter digitalboksen med evt. dekoder kort; – også til flere husstande. Al viderekobling på denne måde er dog ulovlig, især hvis digitalboksen bruger et fungerende dekoderkort. Forbrydelsen blive sandsynligvis større hvis flere husstande benytter RF-koblingen. Men for én TV er det ikke ulovligt.
Det er muligt at samle forskellige typer af DVB-signaler sammen (og også analog kabel-TV) med RF-teknik, dog med det forbehold at TV-signalet bliver analog efter RF-moduleringen.
Primært er RF-modulering ikke til for dem som stiller meget høje krav på TV-billedet. Dog bliver billedet aldrig under analogt kabel-TV niveau.
På de lidt mere avancerede RF-modulatorer, som alligevel ikke koster ret meget, kan man indstille den ønskede frekvens og TV-signalet tages ind i fjernsynet som en eneste kanal. Skifte af kanal sker via boksen. Med kombinerede mere avancerede koblinger af flere RF-modulatorer kan flere frekvenser dog bruges, en for hver kanal. Hvis man har et fjernsyn med flere tusind kanalpladser kan selvfølgelig kun et mindre antal af disse bruges (maksimal grænse er ca. 50 kanaler, men disse kan udvælges præcist). For dem der for eksempel vil kombinere analog kabel-TV med DVB-T/T2 og få alle modtagbare kanaler (for eksempel 12 analoge kabel-kanaler plus 15 st DVB-T/T2 free-to-air kanaler samlet i TVet), er dette muligt med RF-modulering. (Det findes dog nemmere måder, alle optagere (DVD-optagere for TV, VHS etc) har eksterne tunere for analog TV og med brug af A/V-kanaler kan man "mixe" kanaler fra forskellige kilder. Men kombinationer af RF-moduler kan (hvis sammenkoblet korrekt) give op til 50 kanaler fra forskellige kilder samlet i et og samme antennekabel, som kan bruges for både TV og DVD-optagere. (Langt de fleste digitale indspilningsbokse kan derimod ikke spille ind fra analog kilde. De kan heller ikke spille over en film til optiske diske som CD, DVD og Blue-ray når disken er fuld.) RF-modulatorer markedsføres typisk i elektronikforretninger, ikke i for eksempel Fona eller Elgiganten.
- Denne del af artikel har intet med afkodning af betalingskanaler at gøre. Med undtagelse af eksemplet med hvordan RF-modulering kan benyttes for sammenkobling mellem digitalbiks og et gammelt fjernsyn, er RF-modulering ikke kompliceret, men kræver kundskaber der ligger lidt udenfor hvad TV-forhandlere kan eller vil tale om.

## Billed- og lydkomprimering
Da både lyd- og især videosignaler indeholder uhyre mange informationer, når de optages af kamera og mikrofon, er det nødvendigt at komprimere disse signaler meget kraftigt før de udsendes.

### Billedets komprimering
De anvendte standarder er
- MPEG-2 for video (forældet)
- MPEG-4 for video

MPEG-2 bruges fra den 11. Januar 2012 ikke længere i det Danske terrestiale netværk, for at udnytte det terrestiale netværks begrænsede båndbredde optimalt. MPEG2 bruges dog fortsat i forbindelse med størstedelen af satellit og kabel-tv baserede transmissioner af SD kanaler, grundet kompatibilets hensyn til aldrende SD-modtagere, hos seere der endnu ikke er migrerede til HD og MPEG-4 modtagelse.
MPEG-4 kan komprimere mere effektivt end MPEG-2. Med de nyeste generationer af MPEG-4 encodere, kan man komprimere til næsten den halve datamængde af hvad man skulle bruge med de tidligere generationer af MPEG-2 encodere og så stadig opnå tilsvarende billedkvalitet. Med de tidligste MPEG-4 encoder generationer sparede man i værste fald blot omkring 15% båndbredde ved at bruge MPEG-4 over MPEG-2. Men encoderne bliver fortsat mere effektive for hver generation. MPEG-4 er desuden bedre til at tage højde for og komprimere bevægelser i tv-billedet, hvilket bl.a. er en stor fordel til f.eks. sportsudsendelser. Den bedre komprimering vil således betyde, at der på sigt kan sendes op mod næsten dobbelt så mange programmer i hver MUX i tilsvarende kvalitet, i forhold til hvad der var tilfældet tidligere med tidligere MPEG-2 encoder generationer.
I modsætning til MPEG-4 filer der hentes fra eks. internettet, er TV broadcast afhængig af at komprimeringen foregår i realtid. Det er imidlertid ret vanskeligt at MPEG-4-komprimere "exhaustive", altså effektivt i forhold til bitraten, og så samtidig gøre det hurtigt nok til direkte seer interaktion i 'live' tv udsendelser. Der har derfor været en vis forsigtighed med at anvende MPEG-4. Norge har dog som et af de første lande valgt udelukkende at anvende MPEG-4-komprimering.
MPEG-4 findes i mange varianter, for almindeligt tv anvendes en 'part 10' variant, der også betegnes H.264 eller Advanced Video Coding – AVC. Indenfor denne variant, findes desuden mange 'profiler'. Det er helt afgørende at den udsendte MPEG-4 variant og profil kan forstås af modtageren. Her er det igen sådan at modtagere, der kan understøtte de nyere og højere profiler også kan anvendes med de lavere og/eller ældre profiler.
For begge komprimeringsstandarder gælder det, at der kan encodes til enten Constant bitrate (CBR) eller Variabel bitrate (VBR). Afhængigt af bevægelse og kompleksibilitet i billedet, kan der være forskelligt behov for størrelsen af den bitrate der skal til for at sikre et givent niveau af billedkvalitet. Dette tages der mere hensyn til når der benyttes variabel bitrate (VBR). Her sænkes og øges bitraten variabelt alt efter billedets kompleksibilitet, inden for rammerne af hvad der er muligt og tilgængeligt af båndbredde i MUX'et. Når man ansætter en værdi for en variabel bitrate, taler man altså indforstået også om en gennemsnitligt bitrate (somme tider omtalt average bitrate (ABR) afhængigt af fokus). Udover at udgøre en mere effektiv udnyttelse af bitraten, medvirker brugen af variabel bitrate også til at sikre en mere ensartet kvalitet imellem komplekse og ukomplekse scener. I et MUX der er statistisk multiplexet analyseres hver enkelt tv-kanals billedmateriale og tildeles dynamisk på hvert givent tidspunkt en større eller mindre bitrate i forhold til de øvrige tv-kanaler i MUX'et, afhængigt af kompleksibiliteten i de enkelte tv-kanalers billedmateriale. Ved brug af variabel bitrate (VBR) og statistisk multipleksing, kan man således både opnå yderligere effektivisering i forbindelse med encodet af den enkelte tv-kanal og en bedre udnyttelse af MUX'ets båndbredde. Ved constant bitrate (CBR) benytes der konstant den sammen bitrate i forbindelse med encodet af tv-kanalen, uanfægtet kompleksiteten i billedmaterialet. Dette gør encodet mere sårbart i forbindelse med formidlingen af komplekse scener, hvor den allokerede bitrate til encodet ikke øges af den grund.

### Lydens komprimering
Lyden komprimeres uafhængigt af billedkomprimeringen. Oftest anvendes MP2-lydkodning i forbindelse med stereo signaler. MP2 er en forgænger til de kendte MP3-lydfiler. MP2 kan give ganske rimelig lydkvalitet, hvis der ikke komprimeres ret meget f.eks. udsendelser med 256 kbps. Den nyeste lydkomprimering, som anvendes ved digitale tv-udsendelser, betegnes HE-AAC og kan give en god lyd, selv med en kraftig komprimering (f.eks. 128 kbps). Ofte anvendes der også variabel bitrate (VBR) i forbindelse med HE-AAC encoding. I Norge og Danmark anvendes HE-ACC lyd til DTT. Den danske terrestrielle MUX1 komprimeredes fra start med MPEG-2 og MP2-lyd. Efter 11. januar 2012 benyttes MPEG-4 og HE-AAC komprimering også i MUX 1, lige som tilfældet fra start har været med MUX 2
Dolby Digital er de facto standarden på de satellitbaserede HDTV transmissioner. Både i forbindelse med Direct to home modtagelse og i forbindelse med videreformidlingen af disse kanaler i kabel-tv net. Sådanne HDTV transmissioner benytter sig ofte af 5.1 kanals lyd, med bitrater på typisk 384 eller 448 Kbit/s. Kvalitetslyd i flere kanaler – koncertkvalitet – kræver mellem 400 og 500 kbps ifølge de seneste brugertests hos EBU.

### Komprimeringens udvikling over tid
MPEG-2 i forbindelse med DVB transmission, tages i Europa i brug i forbindelse med transmission af de første digitale SD kanaler. De første kommercielle DVB udsendelser i Europa begyndte i 1997, da det franske Canal+ startede sine digitale transmissioner fra satellit til franske kunder med parabol. Andre TV udbydere, med fokus på andre geografiske områder i Europa, fulgte siden trop med digitale kanal udvidelser, i forlængelse af deres allerede eksisterende analoge transmissioner og nye tv udbydere og kanaler kom til. TDC, YouSee, begyndte for det dominerende hjemlige kabel-tv nets vedkommende, at sende digitale signaler i kabel-tv nettet i løbet af 1998. På det terrestrielle net bliver digital transmission landsdækkende fra November 2009.
MPEG-4 bruges i internationalt perspektiv primært i forbindelse med transmission af HDTV kanaler. I dag sendes så godt som alle DVB transmitterede HDTV kanaler i MPEG-4, og tillige også et mindre antal SD kanaler (dette særligt i Danmark og Norge, og især på terrestrielle netværk). Den første europæiske HD satellitkanal Euro1080, begyndte sine oprindeligt ukodede transmissioner på Astras 19,2E position den 1. januar 2004. Den gang dog med MPEG-2 komprimering og med en bitrate omkring 20 Mbit/s. Canal+ i Danmark begynder med HDTV få år senere, i første omgang også i MPEG-2 og med lignende bitrater. Men der går ikke mange år før MPEG-4 bliver defacto standard for HDTV transmissioner, og bitraten bliver sat ned til omkring 12-15 Mbit/s. Igennem 2007-2008 begynder Danmarks største kabel-tv operatør YouSee også at opbygge sin kommercielle HDTV pakke. November 2009 starter DR HD som den første HDTV kanal på det terrestrielle net.
Omkring 2009-2011 er det blevet normalt med bitrater på HDTV kanalerne med omkring 8-12 Mbit/s. EBU anbefaler at man ikke går under 8 Mbit/s for 720p kanaler og ikke under knap 10 Mbit/s i forbindelse med 1080i kanaler. Den 11. januar 2012 starter DR1 i 720p opløsning på det terrestrielle net, men der er i det benyttede MUX1 dog kun plads til omkring 6,5 Mbit/s statistisk multiplexet Variable bitrate (VBR) til kanalen, hvorfor kanalen ikke lanceres som en HD kanal, men som en "næsten-HD" kanal. YouSee satster for sin part på at encode eller re-encode (afhængigt af den enkelte kanals transportvej til YouSee) sine modtagne HDTV kanaler til 9 Mbit/s Constant bitrate (CBR), altså uden brug af statistisk multiplexing til transmissionen i kabel-tv nettet.. Satellitbroadcasterne, som der er mange forskellige af, bruger alt imellem 6 og 18 Mbit/s (typisk omkring 8-13 Mbit/s Variable bitrate (VBR) eller Constant bitrate (CBR), altså både tilfælde med og uden statistisk multiplexing. For de satellit operatører der opererer i Danmark, dvs. ViaSat og Canal digital, gælder det at de bruger omkring 8-13,5 Mbit/s i nogle tilfælde CBR andre tilfælde VBR pr HD kanal (ultimo december 2011). Canal digital har historisk set været den TV udbyder i Danmark der generelt har benyttet de højeste bitrater. På et tidspunkt sendtes DR HD f.eks. med en bitrate på 15,5 Mbit/s hos Canal Digital, mens den tilsvarende havde en bitrate på 11 Mbit/s hos YouSee og 8 Mbit/s på det terrestrielle net. I dag har Canal Digital sænket bitraten på DR HD og en del andre kanaler til 12,2 Mbit/s., hvilket dog stadig (ultimo december 2011) er den højest tilgængelige bitrate og kvalitet på DR HD (Profiber, Telia mf. spejler dette TeleNor encode hos Canal Digital i deres net)
Gemte optagelser af gamle HDTV transmissioner viser, at transmissionskvaliteten på disse, af de fleste, vil opleves som værende af tilsvarende eller bedre kvalitet end mange nuværende HDTV transmissioner og deres bitrater på omkring 8-10 Mbit/s, mens det af entusiaster på store skærme og projektorer kan ses at den spatiale opløsning generelt i praksis kompromitteres, i takt med brugen af lavere og lavere bitrater. EBU har i sine tests fundet, at et almindeligt repræsentativt udsnit af befolkningen vil opleve HDTV som værende i god kvalitet, på almindelig afstand af en større plasmaskærm, så længe bitraen på nuværende generation encodere ikke kommer under de 8-10 Mbit/s som EBU således anbefaler, afhængigt af transmissionsstandarderne 720p og 1080i. Man forventer at der vil kunne udvikles mere effektive MPEG-4 encodere i fremtiden, hvorved bitraten muligivs vil kunne sammenpresses endnu mere til fordel for kvantiteten af kanaler i hvert MUX.